# Tell Qaramel
Tell Qaramel, també Tel Qaramel o Tel al-Qaramel, (àrab: تل القرامل, Tall al-Qarāmil) és un jaciment arqueològic situat al nord de Síria, a 25 km al nord d'Alep i a uns 65 km al sud de les muntanyes de Taure.

## Jaciment
El jaciment està situat en una fèrtil vall fluvial que ha estat des d'antic una important ruta comercial; un ferrocarril encara circula entre el poble actual i el tel, travessant el jaciment neolític. El tel es troba entre el poble actual i el riu Quweiq a l'est, i té una alçada de 444 m sobre el nivell del mar; el jaciment neolític s'estén cap al sud i es troba uns 20 m més avall.

## Excavacions
Una prospecció al lloc realitzada a finals de la dècada de 1970 hi va trobar evidències d'assentaments des del període preceràmic A del Neolític fins al període hel·lenístic. Les últimes fases d'ocupació estan estretament associades al túmul del tel mateix.
La fase neolítica preceràmica, però, ocupa una àrea més àmplia, d'unes 3,5 hectàrees, que s'estén al sud i sud-oest del tel; aquesta fase més antiga està coberta per fins a 2,5 m de dipòsits posteriors de l'edat del bronze i l'edat del ferro. Aquesta àrea ha estat el focus d'una investigació detallada des de 1999 per un equip conjunt polonès i sirià dirigit per Ryszard F. Mazurowski de la Universitat de Varsòvia i el Dr. Youssef Kanjou del Museu d'Alep, sota els auspicis del Centre Polonès d'Arqueologia Mediterrània de la Universitat de Varsòvia. Fins ara s'han investigat unes sis àrees i se n'han excavat quatre (l'1,5% de tot el jaciment). Després del 2011 les excavacions s'han suspès a causa de la guerra civil a Síria.
Abans de començar les excavacions, se suposava que els assentaments permanents sedentaris només es produirien en combinació amb el primer cultiu de cereals i la primera domesticació i cria d'animals com ovelles i cabres, que hauria marcat l'inici del Neolític. No obstant això, les restes de les estructures descobertes a Tell Qaramel semblen ser més antigues, donant la primera evidència d'un assentament permanent construït en pedra. El lloc és aproximadament contemporani al jaciment de Göbekli Tepe o Karahan Tepe a Turquia.

## Estratigrafia i cronologia
Els arqueòlegs distingeixen una fase epipaleolítica preliminar (Horitzó 0) testimoniada principalment per eines de sílex però sense mostres de carboni. Per a l'assentament posterior s'hi han reconegut 4 capes neolítiques aceramiques primerenques (Horitzó 1 a 4) que segons la datació per radiocarboni s'han superposat parcialment (contemporànies).

### Horitzons culturals i dates de radiocarboni calibrades a Tell Qaramel
Horitzó Data mitjana 2σ (95,4%) probabilitat Núm. mostres:
1. H0: 16890-10980 aC conv. 4?
2. H1: 10898-9670 BC cal. 11
3. H2: 10464-9246 BC cal. 11
4. H3: 9817-8711 BC cal. 9
5. H4: 9305-8783 BC cal. 1

A les excavadores hi han trobat un desenvolupament ininterromput (en contrast amb, per exemple, Jericó, al sud de Llevant), per la qual cosa els excavadors de Tell Qaramel mostres reserves amb la divisió generalitzada que es fa d'aquest període entre les fases preceràmica A (PPNA) i preceràmica B (PPNB); en lloc d'aquests termes proposen parlar de Neolític Aceràmic primerenc, per al protoneolític i el PPNA, i de Neolític aceramic tardà, per a PPNB i PPNC.
La cita no està exempta de problemes. Els arqueòlegs van rebutjar diverses mostres perquè les dates amb radiocarboni no eren coherents amb l'estratigrafia, però també les primeres dates a Tell Qaramel semblen massa antigues en comparació amb la datació de fases culturals similars en altres llocs. La comparació del laboratori de Gliwice, Polònia (codi Gd) que va executar les anàlisis C14, amb altres laboratoris, va mostrar diferències en ambdues direccions.

## Restes destacades

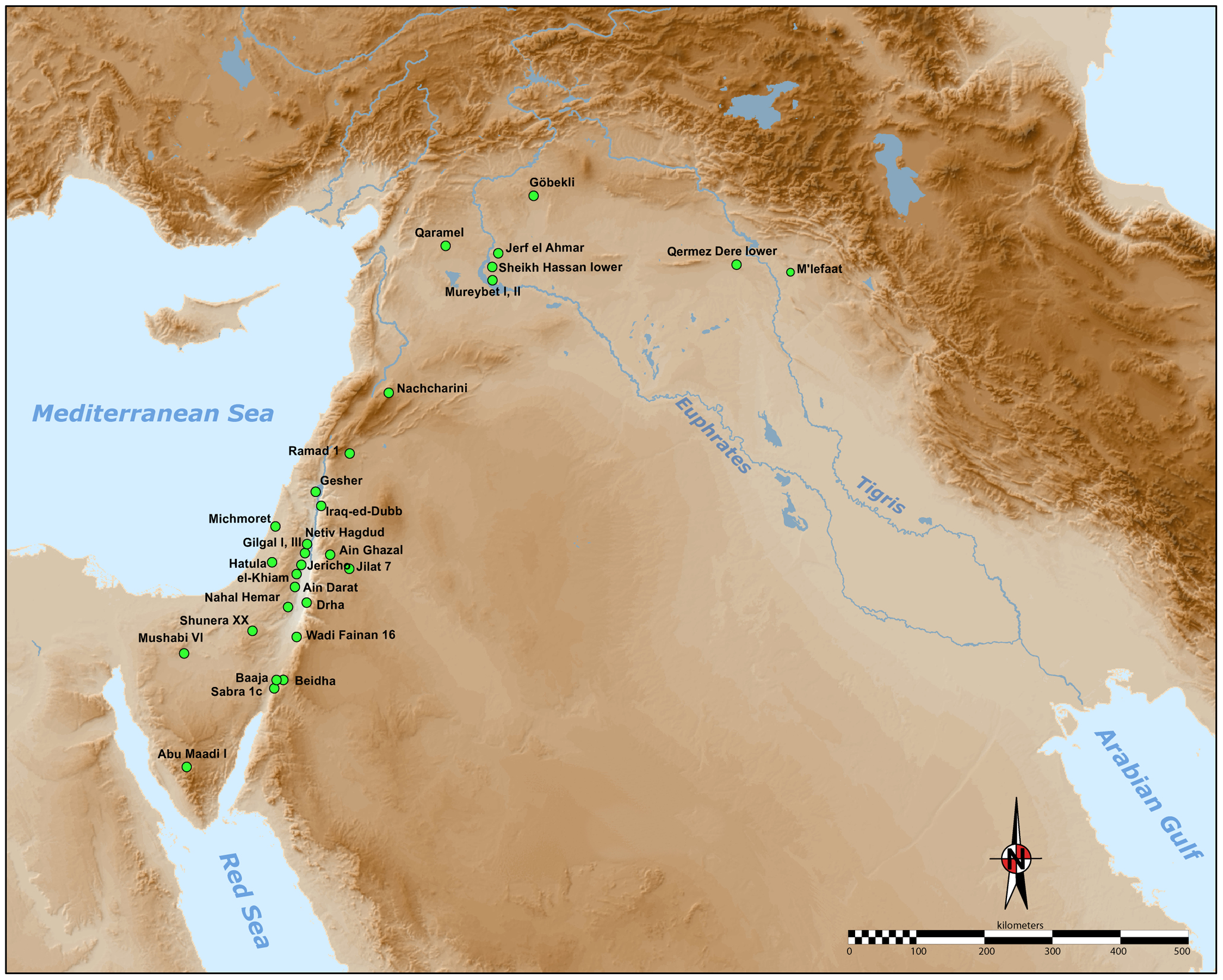
Jaciments khiamians al Llevant. Tell Qaramel apareix al nord d'aquesta àrea.

Destaquen especialment les restes d'una successió de cinc estructures circulars de pedra que els excavadors hi han reconegut les restes de torres. La més baixa, i la més antiga, feia uns 6 m de diàmetre i sembla que tenia alguna funció comunal, amb una llar elevada al centre amb dos bancs centrats. La quarta fase va ser la més massiva, d'uns 7,5 m de diàmetre amb murs de pedra d'uns 2,25 m de gruix; no tenia estructura interna. Va ser danyat pel foc i reconstruïda, i podria haver estat una estructura defensiva. La fase més antiga d'aquestes torres s'ha datat amb la prova de radio-carboni entre el XI mil·lenni i el 9670 aC. Aquesta datació fa que l'estructura sigui aproximadament dos mil·lennis més antiga que la torre de pedra trobada a Jericó, que abans es creia que era l'estructura de torre més antiga coneguda del món.
Entre els ornaments trobats hi ha una palleta de coure polit força gran (52×40×26 mm) de l'Horitzó 2, una de les troballes més antigues de metall en un jaciment arqueològic. Com que també s'hi ha trobat malaquita (carbonat de coure) a Tell Qaramel, la palleta de coure pot haver estat recollida de la font de malaquita (encara no identificada). La peça de coure mostra senyals d'haver-se intentat perforar, com feien amb altres perles de pedra, però la tecnologia encara no estava prou avançada per processar metall.

## Pràctiques funeràries
S'han excavat restes de 20 enterraments,[7] tots amb restes d'adults, el que podria indicar que la pràctica d'enterrament de nadons i nens era diferent, potser en un altre lloc (encara no descobert) o amb d'altres rituals. A la majoria dels cossos se'ls va treure el cap, ja fos tallant-lo poc després de la mort (com indiquen les marques de tall, i el manteniment de la 1a vèrtebra al crani), o després de la descomposició (deixant les vèrtebres i la mandíbula inferior amb l'esquelet). Això indica algun tipus de culte al cap, com també s'acredita en altres jaciments neolítics anteriors a l'aparició de la ceràmica (sobretot a Jericó, Tell Aswad i Çayönü). Mentre que en alguns cranis les dents presentaven desgast i càries, que és típic d'una dieta amb hidrats de carboni com els dels cereals, d'altres estaven en bon estat, cosa que pot indicar una dieta preneolítica.